# Форт-Веллі (Джорджія)
Форт-Веллі (англ. Fort Valley) — місто (англ. city) в США, в окрузі Піч штату Джорджія. Населення — 8780 осіб (2020).

## Географія
Форт-Веллі розташований за координатами 32°33′4″ пн. ш. 83°52′48″ зх. д. / 32.55111° пн. ш. 83.88000° зх. д. (32.551114, -83.879939).  За даними Бюро перепису населення США в 2010 році місто мало площу 19,44 км², з яких 19,40 км² — суходіл та 0,04 км² — водойми.

## Демографія
Згідно з переписом 2010 року, у місті мешкало 9815 осіб у 3107 домогосподарствах у складі 1889 родин. Густота населення становила 505 осіб/км².  Було 3528 помешкань (181/км²).
Расовий склад населення:
| - 81,6 % — чорних або афроамериканців - 13,6 % — білих - 0,3 % — азіатів - 0,2 % — корінних американців - 2,8 % — осіб інших рас |

До двох чи більше рас належало 1,5 %. Частка іспаномовних становила 5,8 % від усіх жителів.
За віковим діапазоном населення розподілялося таким чином: 21,7 % — особи молодші 18 років, 69,6 % — особи у віці 18—64 років, 8,7 % — особи у віці 65 років та старші. Медіана віку мешканця становила 22,6 року. На 100 осіб жіночої статі у місті припадало 85,5 чоловіків;  на 100 жінок у віці від 18 років та старших — 79,7 чоловіків також старших 18 років.
Середній дохід на одне домашнє господарство  становив 31 966 доларів США (медіана — 20 962), а середній дохід на одну сім'ю — 39 467 доларів (медіана — 27 163). Медіана доходів становила 34 048 доларів для чоловіків та 28 080 доларів для жінок. За межею бідності перебувало 45,2 % осіб, у тому числі 57,4 % дітей у віці до 18 років та 21,1 % осіб у віці 65 років та старших.
Цивільне працевлаштоване населення становило 2882 особи. Основні галузі зайнятості: освіта, охорона здоров'я та соціальна допомога — 33,9 %, роздрібна торгівля — 14,4 %, мистецтво, розваги та відпочинок — 11,3 %, виробництво — 9,8 %.